# Diego Calero
Diego Calero (nascido em 30 de agosto de 1940) é um ex-ciclista de pista colombiano.
Representou seu país, Colômbia, no ciclismo nos Jogos Olímpicos de Verão de 1960, terminando em vigésimo segundo na prova de 1 km contrarrelógio.